# 千石高史
千石高史（せんごく たかふみ）は、日本の実業家。株式会社千石の代表取締役。大阪府砂利石材協同組合、淀川河川整備事業協同組合、此花建材販売輸送企業組合、此花建材販売事業協同組合の理事長を務めるなど。大阪広域生コンクリート協同組合、大阪兵庫生コンクリート工業組合の組合員も務めるなど、生コンクリート・内航海運業界の重要人物。

## 来歴
- 昭和57年3月　大阪明星学園高等学校　卒業
- 昭和61年3月　信州大学　卒業
- 昭和63年3月　信州大学修士課程修了　遺伝子工学専攻
- 平成25年  5月　淀川河川整備事業協同組合理事長、此花建材販売輸送企業組合理事長　就任
- 平成28年11月　大阪府砂利石材協同組合理事長　就任

## 論文
・タバコ培養細胞におけるスコポレチン配糖体化酵素に及ぼす2,4-Dの効果
・アスベスト（温石綿）の変異原性

## 特許
- 有機成分を含む泥土のリサイクル工法（登録番号4298139）
- 主として産業廃棄物を利用したコンクリートおよびコンクリート製品の製造方法（登録番号4431765）

## 関連リンク
- 株式会社千石
- 株式会社Prevent
- 大阪府砂利石材協同組合
- 大阪広域生コンクリート協同組合
- 大阪兵庫生コンクリート工業組合
- 淀川河川整備事業協同組合
- 此花建材販売輸送企業組合
- 此花建材販売事業協同組合
- 徳島建材協同組合
- 東海運有限会社
- 近畿砂輸入販売協同組合連合会